# Made in the A.M.
Made in A.M. je páté studiové album irsko-anglické chlapecké skupiny One Direction, vydané dne 13. listopadu 2015 ve vydavatelstvích Columbia Records a Syco Music. Jedná se o první album skupiny bez Zayna Malika, který odešel z kapely v březnu 2015, a zároveň jejich poslední před plánovanou a předem ohlášenou pauzou v roce 2016. Albu předcházel mezinárodně úspěšný singl „Drag Me Down“, vydaný 31. července 2015, a singl „Perfect“, vydaný 16. října 2015.
Album získalo obecně příznivé recenze od kritiků. V UK Albums Chart se s 93 189 prodanými kopiemi během úvodního týdne umístilo na vrcholu žebříčku a v americké hitparádě Billboard 200 skončilo 459 000 prodanými kopiemi za první týden na druhém místě. Bylo prodávanější než předchozí album Four z roku 2014, které dosáhlo vrcholu s 387 000 kopiemi z prvního týdne prodeje. Deska Made in the A.M. se rovněž umístila na prvním místě v Belgii, Finsku, Irsku, Itálii, Polsku, Portugalsku, Skotsku a Španělsku.

## Singly
Píseň „Drag Me Down“ byla vydána jako hlavní singl alba dne 31. července 2015 a v UK Singles Chart debutovala na prvním místě, když překonala rekord nejvíce streamované písně za jeden týden s 2,03 miliony zhlédnutími. V americké hitparádě Billboard Hot 100 se umístila na třetí příčce s 350 000 staženími v prvním týdnu, což byl pro kapelu zatím nejprodávanější singl v prvním týdnu prodeje.
Píseň „Perfect“ byl druhý singl z desky, vydán byl dne 16. října 2015. Píseň byla druhá britské hitparádě a desátá v Billboard Hot 100. Tento úspěch znamenal pro One Direction pátý debut jejich písně v top ten žebříčku Hot 100, čímž překonali rekord The Beatles (čtyři debutující písně v top ten).
Píseň „Infinity“ byla vydána jako propagační singl na iTunes Store a Apple Music dne 22. září 2015.
Píseň „What a Feeling“ byla vydána jako druhý propagační singl dva dny před vydáním vlastního alba.

## Seznam skladeb
1. Hey Angel
2. Drag Me Down
3. Perfect
4. Infinity
5. End of the Day
6. If I Could Fly
7. Long Way Down
8. Never Enough
9. Olivia
10. What a Feeling
11. Love You, Goodbye
12. I Want to Write You a Song
13. History

Bonusové skladby na deluxe edici:
1. Temporary Fix
2. Walking in the Wind
3. Wolves
4. A.M.